# Caridina schenkeli
Caridina schenkeli is een garnalensoort uit de familie van de Atyidae. De wetenschappelijke naam van de soort is voor het eerst geldig gepubliceerd in 2009 door von Rintelen & Cai.